# Campeonato Mundial de Judô de 2024
O Campeonato Mundial de Judô de 2024 foi a 36ª edição do evento, sendo realizado na Arena Mubadala, em Abu Dhabi, nos Emirados Árabes Unidos, entre 19 a 24 de maio de 2024. Participaram do torneio 658 judocas de 107 nacionalidades distribuídos em 15 categorias.

## Agenda de eventos
Todos os horários são locais (UTC+4).
| Data       | Hora  | Evento               |
| ---------- | ----- | -------------------- |
| 19 de maio | 11:00 | Masculino − 60 kg    |
| 19 de maio | 11:00 | Feminino − 48 kg     |
| 19 de maio | 11:00 | Feminino − 52 kg     |
| 20 de maio | 10:30 | Masculino − 66 kg    |
| 20 de maio | 10:30 | Masculino − 73 kg    |
| 20 de maio | 10:30 | Feminino − 57 kg     |
| 21 de maio | 12:00 | Masculino − 81 kg    |
| 21 de maio | 12:00 | Feminino − 63 kg     |
| 22 de maio | 11:00 | Masculino − 90 kg    |
| 22 de maio | 11:00 | Feminino − 70 kg     |
| 22 de maio | 11:00 | Feminino − 78 kg     |
| 23 de maio | 12:00 | Masculino − 100 kg   |
| 23 de maio | 12:00 | Masculino − + 100 kg |
| 23 de maio | 12:00 | Feminino − + 78 kg   |
| 24 de maio | 12:00 | Equipe mista         |

## Premiação
A distribuição de prêmios se deu da seguinte maneira.
| Colocação         |         | Individual | Individual | Individual |         | Equipe mista | Equipe mista | Equipe mista |
| Colocação         | Total   | Judoca     | Treinador  | Total      | Judoca  | Treinador    |              |              |
| Medalha de ouro   | €26,000 | €20,800    | €5,200     | €90,000    | €72,000 | €18,000      |              |              |
| Medalha de prata  | €15,000 | €12,000    | €3,000     | €60,000    | €48,000 | €12,000      |              |              |
| Medalha de bronze | €8,000  | €6,400     | €1,600     | €25,000    | €20,000 | €5,000       |              |              |

## Medalhistas
Esses foram os medalhistas do campeonato.

### Masculino
| Evento                        | Ouro                           | Prata                                       | Bronze                                         |
| ----------------------------- | ------------------------------ | ------------------------------------------- | ---------------------------------------------- |
| Ligeiro (60 kg) detalhes      | Giorgi Sardalashvili · Geórgia | Yang Yung-wei · Taipé Chinesa               | Taiki Nakamura · Japão                         |
| Ligeiro (60 kg) detalhes      | Giorgi Sardalashvili · Geórgia | Yang Yung-wei · Taipé Chinesa               | Lee Ha-rim · Coreia do Sul                     |
| Meio leve (66 kg) detalhes    | Ryoma Tanaka · Japão           | Takeshi Takeoka · Japão                     | Luukas Saha · Finlândia                        |
| Meio leve (66 kg) detalhes    | Ryoma Tanaka · Japão           | Takeshi Takeoka · Japão                     | Vazha Margvelashvili · Geórgia                 |
| Leve (73 kg) detalhes         | Hidayat Heydarov · Azerbaijão  | Tatsuki Ishihara · Japão                    | Nils Stump · Suíça                             |
| Leve (73 kg) detalhes         | Hidayat Heydarov · Azerbaijão  | Tatsuki Ishihara · Japão                    | Lavjargalyn Ankhzayaa · Mongólia               |
| Meio médio (81 kg) detalhes   | Tato Grigalashvili · Geórgia   | Timur Arbuzov · Atletas Neutros Autorizados | Somon Makhmadbekov · Tajiquistão               |
| Meio médio (81 kg) detalhes   | Tato Grigalashvili · Geórgia   | Timur Arbuzov · Atletas Neutros Autorizados | Lee Joon-hwan · Coreia do Sul                  |
| Médio (90 kg) detalhes        | Goki Tajima · Japão            | Nemanja Majdov · Sérvia                     | Erlan Sherov · Quirguistão                     |
| Médio (90 kg) detalhes        | Goki Tajima · Japão            | Nemanja Majdov · Sérvia                     | Tristani Mosakhlishvili · Espanha              |
| Meio pesado (100 kg) detalhes | Zelym Kotsoiev · Azerbaijão    | Shady El Nahas · Canadá                     | Dota Arai · Japão                              |
| Meio pesado (100 kg) detalhes | Zelym Kotsoiev · Azerbaijão    | Shady El Nahas · Canadá                     | Nikoloz Sherazadishvili · Espanha              |
| Pesado (+100 kg) detalhes     | Kim Min-jong · Coreia do Sul   | Guram Tushishvili · Geórgia                 | Alisher Yusupov · Uzbequistão                  |
| Pesado (+100 kg) detalhes     | Kim Min-jong · Coreia do Sul   | Guram Tushishvili · Geórgia                 | Tamerlan Bashaev · Atletas Neutros Autorizados |

### Feminino
| Evento                        | Ouro                                | Prata                            | Bronze                                         |
| ----------------------------- | ----------------------------------- | -------------------------------- | ---------------------------------------------- |
| Ligeiro (48 kg) detalhes      | Bavuudorjiin Baasankhüü · Mongólia  | Assunta Scutto · Itália          | Abiba Abuzhakynova · Cazaquistão               |
| Ligeiro (48 kg) detalhes      | Bavuudorjiin Baasankhüü · Mongólia  | Assunta Scutto · Itália          | Tara Babulfath · Suécia                        |
| Meio leve (52 kg) detalhes    | Odette Giuffrida · Itália           | Diyora Keldiyorova · Uzbequistão | Amandine Buchard · França                      |
| Meio leve (52 kg) detalhes    | Odette Giuffrida · Itália           | Diyora Keldiyorova · Uzbequistão | Mascha Ballhaus · Alemanha                     |
| Leve (57 kg) detalhes         | Huh Mi-mi · Coreia do Sul           | Christa Deguchi · Canadá         | Jessica Klimkait · Canadá                      |
| Leve (57 kg) detalhes         | Huh Mi-mi · Coreia do Sul           | Christa Deguchi · Canadá         | Momo Tamaoki · Japão                           |
| Meio médio (63 kg) detalhes   | Joanne van Lieshout · Países Baixos | Angelika Szymańska · Polónia     | Clarisse Agbegnenou · França                   |
| Meio médio (63 kg) detalhes   | Joanne van Lieshout · Países Baixos | Angelika Szymańska · Polónia     | Laura Fazliu · Kosovo                          |
| Médio (70 kg) detalhes        | Margaux Pinot · França              | Marie-Ève Gahié · França         | Shiho Tanaka · Japão                           |
| Médio (70 kg) detalhes        | Margaux Pinot · França              | Marie-Ève Gahié · França         | Madina Taimazova · Atletas Neutros Autorizados |
| Meio pesado (78 kg)g detalhes | Anna-Maria Wagner · Alemanha        | Alice Bellandi · Itália          | Madeleine Malonga · França                     |
| Meio pesado (78 kg)g detalhes | Anna-Maria Wagner · Alemanha        | Alice Bellandi · Itália          | Emma Reid · Grã-Bretanha                       |
| Pesado (+78 kg) detalhes      | Wakaba Tomita · Japão               | Kayra Ozdemir · Turquia          | Kim Ha-yun · Coreia do Sul                     |
| Pesado (+78 kg) detalhes      | Wakaba Tomita · Japão               | Kayra Ozdemir · Turquia          | Hilal Öztürk · Turquia                         |

### Equipe mista
| Evento                | Ouro | Prata | Bronze |
| --------------------- | --- | --- | --- |
| Equipe mista detalhes | Japão · Mao Arai · Mayu Honda · Tatsuki Ishihara · Komei Kawabata · Kanta Nakano · Hyōga Ōta · Goki Tajima · Ayami Takano · Momo Tamaoki · Ryuga Tanaka · Shiho Tanaka · Wakaba Tomita | França Mathéo Akiana Mongo Orlando Cazorla Axel Clerget Léa Fontaine Joan-Benjamin Gaba Priscilla Gneto Coralie Hayme Faïza Mokdar Maxime-Gaël Ngayap Hambou Margaux Pinot Khamzat Saparbaev Florine Soula | Geórgia · Eter Askilashvili · Luka Babutsidze · Giorgi Chikhelidze · Saba Inaneishvili · Giorgi Jabniashvili · Nino Loladze · Sophio Somkhishvili · Georgi Terashvili · Guram Tushishvili                        |
| Equipe mista detalhes | Japão · Mao Arai · Mayu Honda · Tatsuki Ishihara · Komei Kawabata · Kanta Nakano · Hyōga Ōta · Goki Tajima · Ayami Takano · Momo Tamaoki · Ryuga Tanaka · Shiho Tanaka · Wakaba Tomita | França Mathéo Akiana Mongo Orlando Cazorla Axel Clerget Léa Fontaine Joan-Benjamin Gaba Priscilla Gneto Coralie Hayme Faïza Mokdar Maxime-Gaël Ngayap Hambou Margaux Pinot Khamzat Saparbaev Florine Soula | Itália · Thauany David Capanni Dias · Giovanni Esposito · Nicholas Mungai · Christian Parlati · Manuel Parlati · Irene Pedrotti · Gennaro Pirelli · Kim Polling · Lorenzo Rigano · Erica Simonetti · Asya Tavano |

## Quadro de medalhas
O quadro de medalhas foi publicado.
| Ordem | País                        | Medalha de ouro | Medalha de prata | Medalha de bronze | Total |
| ----- | --------------------------- | --------------- | ---------------- | ----------------- | ----- |
| 1     | Japão                       | 4               | 2                | 4                 | 10    |
| 2     | Geórgia                     | 2               | 1                | 2                 | 5     |
| 3     | Coreia do Sul               | 2               | 0                | 3                 | 5     |
| 4     | Azerbaijão                  | 2               | 0                | 0                 | 2     |
| 5     | França                      | 1               | 2                | 3                 | 6     |
| 6     | Itália                      | 2               | 1                | 2                 | 5     |
| 7     | Alemanha                    | 1               | 0                | 1                 | 2     |
| 7     | Mongólia                    | 1               | 0                | 1                 | 2     |
| 9     | Países Baixos               | 1               | 0                | 0                 | 1     |
| 10    | Canadá                      | 0               | 2                | 1                 | 3     |
| -     | Atletas neutros autorizados | 0               | 1                | 2                 | 3     |
| 11    | Turquia                     | 0               | 1                | 1                 | 2     |
| 11    | Uzbequistão                 | 0               | 1                | 1                 | 2     |
| 13    | Taipé Chinesa               | 0               | 1                | 0                 | 1     |
| 13    | Polónia                     | 0               | 1                | 0                 | 1     |
| 13    | Sérvia                      | 0               | 1                | 0                 | 1     |
| 16    | Espanha                     | 0               | 0                | 2                 | 2     |
| 17    | Finlândia                   | 0               | 0                | 1                 | 1     |
| 17    | Grã-Bretanha                | 0               | 0                | 1                 | 1     |
| 17    | Cazaquistão                 | 0               | 0                | 1                 | 1     |
| 17    | Kosovo                      | 0               | 0                | 1                 | 1     |
| 17    | Quirguistão                 | 0               | 0                | 1                 | 1     |
| 17    | Suécia                      | 0               | 0                | 1                 | 1     |
| 17    | Suíça                       | 0               | 0                | 1                 | 1     |
| 17    | Tajiquistão                 | 0               | 0                | 1                 | 1     |
| Total | Total                       | 15              | 15               | 30                | 60    |